# جامبولیانو
جامبولیانو (به ایتالیایی: Gambugliano) یک کومونه در ایتالیا است که در استان ویچنزا واقع شده‌است.

## خصوصیات
جامبولیانو ۷٫۹۵ کیلومترمربع مساحت و ۸۲۱ نفر جمعیت دارد و ۱۳۳ متر بالاتر از سطح دریا واقع شده‌است.